# Qusayy ibn Kilāb
Qusayy ibn Kilāb (in arabo ﻗﺼﻲ‎?) (400 circa – 480) è stato un mercante arabo antenato (della quinta generazione) di Maometto e restauratore del culto preislamico della Kaʿba alla Mecca. I dati della tradizione sono unanimi sulla sua filiazione: Quṣayy b. Kilāb b. Murra b. Kaʿb b. Luʾayy b. Ghālib b. Fihr/Quraysh.
Esse sono unanimi anche sulla sua vita e le sue gesta riportate in un racconto che sopravvive in tre redazioni differenti tra loro solo per alcuni dettagli minuti; esse risalgono rispettivamente a Muhammad al-Kalbī, Ibn Ishāq e ʿAbd al-Malik b. ʿAbd al-ʿAzīz b. Jurayj al-Makkī. Quṣayy vi è rappresentato secondo il tipo leggendario dell'eroe fondatore di città: egli ha trascorso la sua infanzia e la sua prima giovinezza lontano dalla patria e nella totale oscurità; figlio cadetto di Kilab ibn Murrah, discendente dei Quraysh, la cui superiorità alla Mecca era stata rimpiazzata da quella dei Banu Khuzāʿa, egli perde il padre poco dopo la nascita e viene portato dalla madre Fātima bint Saʿd b. Sayāl, che si era risposata con un membro dei Banū ʿUdhra, nella tribù di questi, nel nord della Penisola Arabica, sulla frontiera siriana del Hijaz, oppure in pieno territorio siriano, presso il fiume Yarmūk.
Sarebbe stato qui che, secondo una tradizione, il suo nome Zayd fu sostituito dal soprannome Quṣayy, dalla radice <q-ṣ-y> "allontanarsi". Avendo appreso da sua madre le sue vere origini, Quṣayy ritorna infatti alla Mecca dove, grazie al suo matrimonio con la figlia del capo khuzaʿita (che dirigeva tutte le funzioni del culto alla Kaʿba e del pellegrinaggio), acquisisce una posizione importante nella città. Alla morte del suocero, Quṣayy riesce a succedergli, acquisendone tutte le cariche, ma solo in seguito ad una lunga guerra con i Khuzāʿa.
Divenuto signore della Mecca e guardiano della Kaʿba, Qusayy la ricostruisce e ne riorganizza il culto: riunisce i Quraysh in un'unità compatta, dopo che costoro si erano precedentemente dispersi, fatto questo che gli assicura il dominio della città. Sarà per questo che, secondo un'altra tradizione, il nome di Quraysh (da taqarrasha “riunirsi”) sostituirà l'antica denominazione di Banu l-Nadr e Quṣayy assumerà il soprannome di Mujammiʿ "il radunatore". Alla sua morte, le funzioni sacrali che erano divenute suo appannaggio si trasmettono ai suoi quattro figli, ʿAbd al-Dār, ʿAbd Manāf, ʿAbd al-ʿUzzā, ʿAbd Quṣayy, dei quali il secondo è, tramite suo figlio Hāshim, bisnonno paterno del Profeta. 
La casa che Quṣayy aveva costruito nei pressi della Kaʿba costituisce ormai il centro delle funzioni civili e religiose dei Quraysh sotto il nome di "Dār al-Nadwa", più tardi sede del governo tribale della città (mala'). Si attribuisce anche a Quṣayy la scoperta e lo scavo del pozzo al-ʿAjūl.
Da ciò si comprende come i Quraysh considerassero Quṣayy come il loro capostipite e come il fondatore della Kaʿba. L'antichità di questa tradizione è attestata da un verso di al-Aʿshā (al-Bakrī, 489) e da più versi di Hassan ibn Thabit. 
Quṣayy sarebbe dunque per la Mecca "ciò che Teseo fu per Atene e Romolo per Roma" (Caetani): si deve riconoscere in lui un personaggio storico “eroizzato” oppure la rappresentazione mitologica di un eroe; questo è quanto si può stabilire allo stato attuale delle nostre conoscenze. 
Il fatto che il nome Quṣayy si ritrovi nelle iscrizioni nabatee, e probabilmente anche in una pergamena di Dura, sull'Eufrate, potrebbe far pensare a un nome d'origine settentrionale, malgrado però lo si ritrovi anche in varie tribù meridionali arabiche. 

Tuttavia la tradizione, che fa trascorrere in Siria l'infanzia di Quṣayy, è favorevole all'ipotesi che fa introdurre, o per lo meno rinnovare, il culto della Kaʿba al seguito di influenze di origine settentrionale. 
La tradizione secondo la quale all'inizio del VI sec. la direzione del culto della Kaʿba e della ʿUmra era nelle mani del clan che si diceva discendente da Quṣayy dette fama alla sua gente: considerazione avvalorata dal fatto che il suo clan vantava alcuni dei capi riconosciuti dai Quraysh, tra gli altri i Banū Umayya, malgrado i Banū Makhzūm, uno dei clan più potenti della Mecca, non discendesse affatto da Quṣayy.